# Roger-Gérard Schwartzenberg
Roger-Gérard Schwartzenberg (født 17. april 1943 i Pau, Pyrénées-Atlantiques, Nouvelle-Aquitaine) er en fransk politiker, der har været formand for Det radikale venstreparti (PRG), og som nu er partiets æresformand.

## Partiformand
I 1976 blev Roger-Gérard Schwartzenberg generalsekretær for PRG. I 1978 blev han næstformand for partiet, og han var partiformand i 1981–1983. Jean-Michel Baylet var formand for PRG i 1983–1985 og igen i 1996–2016.
Roger-Gérard Schwartzenberg har været formand for den radikale gruppe i Nationalforsamlingen to gange. Første gang var i 1999–2000, da han var formand for Gruppen af radikale, borgere og grønne. Anden gang var i 2012–2017, da han var formand for Gruppen af radikale, republikanere, demokrater og progressive.
I perioder har PRG's medlemmer af Nationalforsamlingen været i gruppe med Socialisterne. Roger-Gérard Schwartzenberg var næstformand for den socialistiske gruppe (SOC) i 1988–1997. Han var næstformand for Gruppen af socialister, radikale, borgere og uafhængige venstre i 2002–2007.

## Minister for universiteter og forskning
I 2000–2002 var Roger-Gérard Schwartzenberg forskningsminister under Lionel Jospin.
Han var statssekretær for universiteterne under Laurent Fabius i 1984–1986, og han var statssekretær i undervisningsministeriet under Pierre Mauroy. 

## Medlem af Nationalforsamlingen
Roger-Gérard Schwartzenberg var medlem af Nationalforsamlingen i april 1986–maj 1988, juni 1988–april 1993, juni 1997–april 2000, (formand for den radikale gruppe marts 1999–juni 2000), juni 2002–juni 2007 og juni 2012–juni 2017 (formand for den radikale gruppe juni 2000–juni 2017).

## Medlem af Europaparlamentet
Roger-Gérard Schwartzenberg var Europaparlamentsmedlem i juni 1979–marts 1983.

## Borgmester i en forstad til Paris
I 1989–2008 var Roger-Gérard Schwartzenberg medlem af byrådet i Villeneuve-Saint-Georges, Val-de-Marne, Île-de-France. Han var borgmester i 1989–1995 og igen i 2001–2008.